# 헬렌 스텐보그
헬렌 스텐보그(Helen Stenborg, 1925년 1월 24일 ~ 2011년 3월 22일)는 미국의 배우, 연극 배우, 영화배우이다.
미니애폴리스에서 태어났으며 뉴욕에서 사망하였다. 사인은 암이다.

## 영화
- 다우트 (2008년)
- 마법에 걸린 사랑 (2007년)
- 그녀가 위대하지 않나요 (2000년)
- 블레스 더 차일드 (2000년)
- 마빈의 방 (1996년)
- 허영의 불꽃 (1990년)
- 사랑의 새출발 (1979년)
- 유럽인들 (1979년)
- 원 라이프 투 리브 (1968년)